# Pokrovka, Veselînove
Pokrovka (în ucraineană Покровка) este o comună în raionul Veselînove, regiunea Mîkolaiiv, Ucraina, formată numai din satul de reședință.

## Demografie
Componența lingvistică a comunei Pokrovka
     Ucraineană (94,26%)
     Rusă (2,63%)
     Română (2,14%)
     Alte limbi (0,2%)
Conform recensământului din 2001, majoritatea populației comunei Pokrovka era vorbitoare de ucraineană (94,26%), existând în minoritate și vorbitori de rusă (2,63%) și română (2,14%).